# سوپر ماریو ران
سوپر ماریو ران (به انگلیسی: Super Mario Run) یک بازی ویدئویی در سبک دویدن خودکار است که توسط نینتندو برای افزاره‌های آی‌اواس و اندروید توسعه یافته‌است. این بازی برای آی‌اواس ۱۵ دسامبر ۲۰۱۶ و برای اندروید ۲۲ مارس ۲۰۱۷ منتشر شد. این بازی به صورت رایگان عرضه شده و دارای محتوای انتخابی قابل خرید است.

## شیوهٔ بازی
سوپر ماریو ران یک بازی سکویی است که شخصیت اصلی بازی به صورت خودکار از چپ به راست دویده و بازیکن باید با لمس صفحهٔ نمایش، ماریو را به پرش وادارد. هرچه صفحه طولانی‌تر لمس شود، ماریو بلندتر خواهد پرید.

## توسعه و انتشار
این بازی از گرافیک دو و نیم بعدی شبیه به آنچه در برادران سوپر ماریوی جدید استفاده شد، بهره برده و توسّط همان هستهٔ تیم توسعه‌ای که روی این مجموعه کار کرده‌اند، ایجاد شده. تاکاشی تزوکا به عنوان طراح و شیگرو میاموتو به عنوان تهیه کنندهٔ این بازی حضور دارند.